# Amphicnemis dactylostyla
Amphicnemis dactylostyla är en trollsländeart som beskrevs av Maurits Anne Lieftinck 1953. Amphicnemis dactylostyla ingår i släktet Amphicnemis och familjen dammflicksländor. Inga underarter finns listade i Catalogue of Life.